# Salavere
Koordinaten: 58° 22′ N, 22° 40′ O
Salavere ist ein Dorf (estnisch küla) auf der größten estnischen Insel Saaremaa. Es gehört zur Landgemeinde Saaremaa (bis 2017: Landgemeinde Pihtla) im Kreis Saare. 2017 wurde Sepa ein Teil von Salavere.
Das Dorf hat 20 Einwohner, davon 14 in Sepa (Stand 31. Dezember 2011).